# Cornelia Popa
Cornelia Popa (geb. Popescu; * 27. August 1950 in Bukarest) ist eine ehemalige rumänische Hochspringerin und Fünfkämpferin.
1968 gewann sie im Fünfkampf Bronze bei den Europäischen Juniorenspielen in Leipzig und kam bei den Olympischen Spielen in Mexiko-Stadt auf den 22. Platz.
Im Hochsprung gewann sie bei den Halleneuropameisterschaften 1970 in Wien Silber. 1971 holte sie bei den Halleneuropameisterschaften in Sofia Bronze und bei den Europameisterschaften in Helsinki Silber.
Bei den Olympischen Spielen 1972 in München kam sie auf den 19. Platz. Bei den Halleneuropameisterschaften 1974 in Göteborg wurde sie Vierte, bei den Olympischen Spielen 1976 in Montreal Achte und beim Europacup 1977 in Helsinki Dritte.
Einem Aus in der Qualifikation bei den Europameisterschaften 1978 in Prag folgte ein achter Platz bei den Olympischen Spielen 1980 in Moskau.

## Persönliche Bestleistungen
- Hochsprung: 1,93 m, 30. Juni 1976, Athen
  - Halle: 1,91 m, 2. März 1977, Prag
- Fünfkampf: 4762 Punkte, 28. Mai 1970, Bukarest